# Актинідія гостра
Актині́дія гостроли́ста, актинідія гостра (лат. Actinidia arguta) — багаторічна ліана; найбільший вид роду Актинідія.

## Поширення та середовище існування
Зустрічається в сухих змішаних і хвойних лісах, а також біля морського берега, на скелях на Далекому Сході Росії, в Японії, Кореї, Китаї.

## Будова
Досягає висоти до 30 м, діаметр стовбура до 15 см. Кора світло-коричнева, поздовжньо відшаровується. Трав'янисті верхівки пагонів з червоними волосками.
Листки великі 16 см завдовжки і 13 см шириною, широкоовальні, округлі або вузькоовальні, цільні, з округлою основою, щільні, блискучі, голі, темно-зелені. Край листа дрібнозубчастий, іноді цілісний. Черешок темно-червоний, сильно зігнутий.
Плід — ягода, 15-30 мм завдовжки і 12-27 мм завширшки, від кулястої до циліндричної форми, із загостреною або тупою вершиною. Зріла ягода вагою від 1,5 до 10 г, гола, темно-зелена, з різноманітним ароматом: ананасовим, яблучним, банановим і т. ін. Шкірочка тонка. М'якоть соковита, ніжна, кислувато або нудотно-солодка, за смаком нагадує інжир.
Розмножується насінням і вегетативно.
При сприятливих умовах живе до 100 і більше років.

## Практичне використання
У культурі з 1874 року.
Вміст вітаміну C в свіжих ягодах 0,7-1 %. Місцеве населення збирає ягоди для особистого споживання. Ведуться заготовки ягід для кондитерської промисловості.
Рослина багата соком, який збирають, щоб пити навесні.

## Галерея

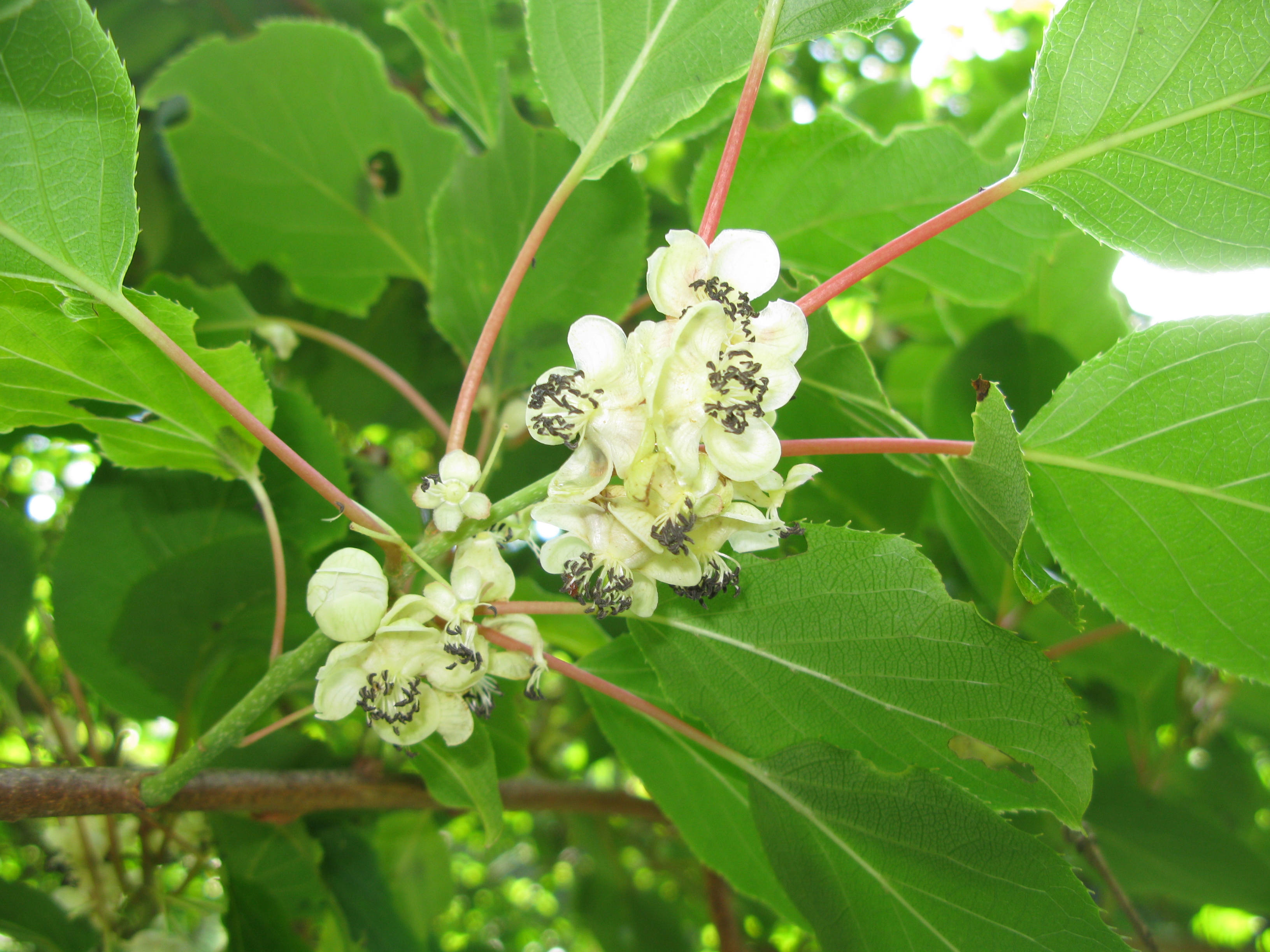
Квіти
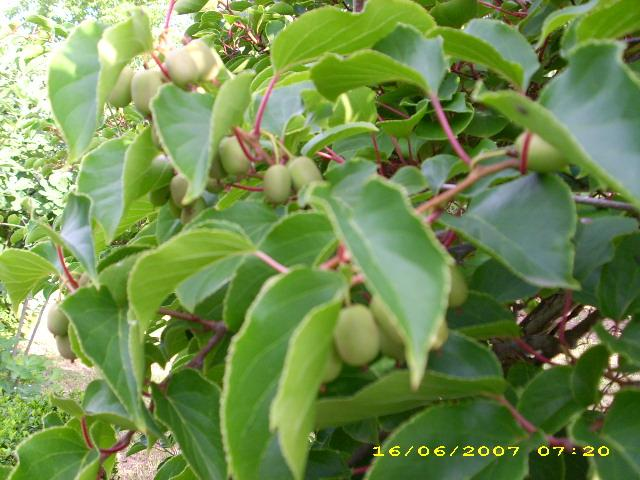
Листя
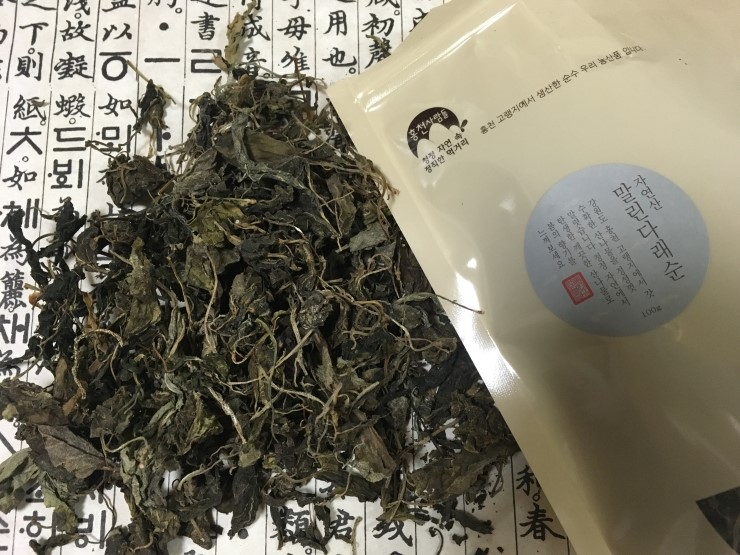
Висушене листя